# نیکولاس نریک

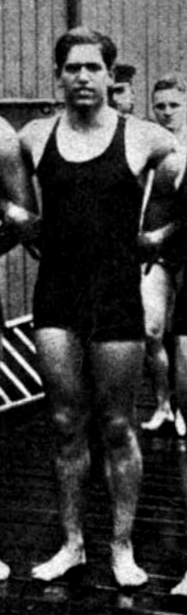
نیکولاس نریک در سال ۱۹۱۲

نیکولاس نریک (به انگلیسی: Nicholas Nerich) (زادهٔ ۱۳ نوامبر ۱۸۹۳) شناگر اهل ایالات متحده آمریکا است.